# Ugly Belgian Houses

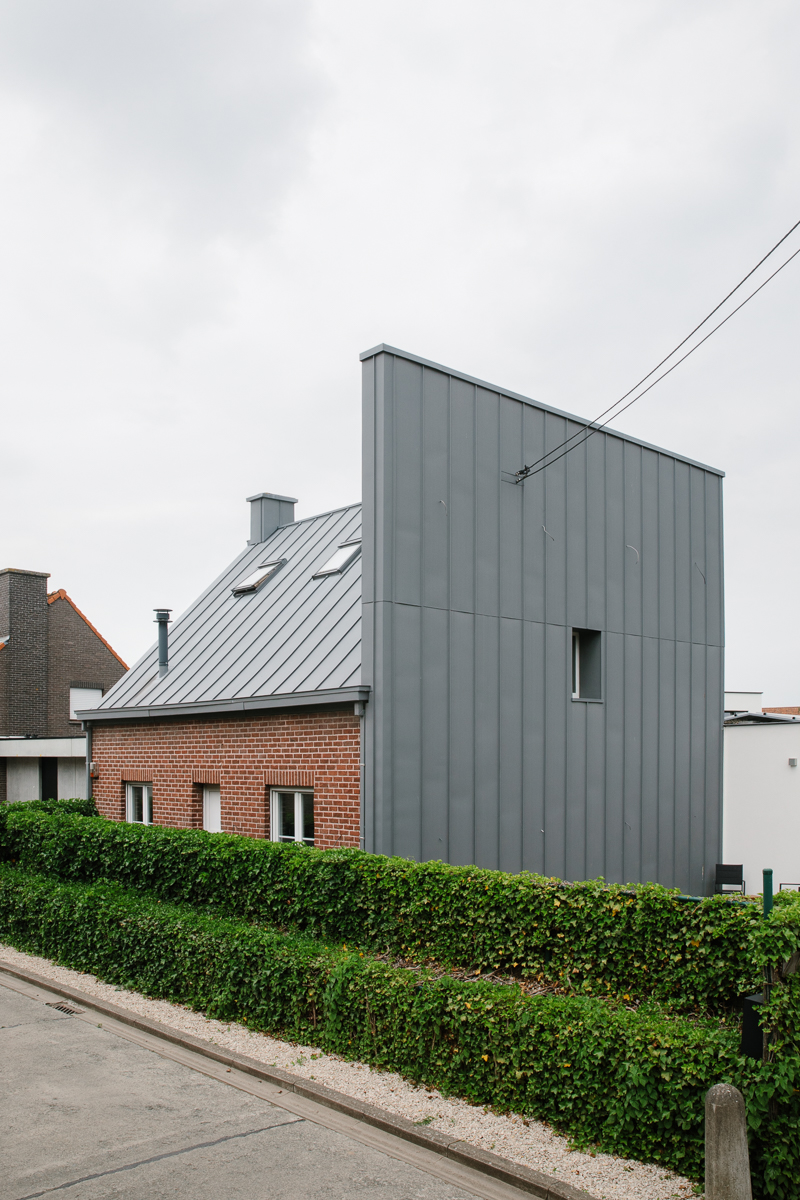
"Talk to the wall, because the house ain't listening"

Ugly Belgian Houses is een internetfenomeen dat volgens de Belg Hannes Coudenys ontstaan is 'om de spuuglelijke architectuur in ons land aan de kaak te stellen'. In 2011 begon hij op sociale media 'lelijke huizen' te publiceren.
In 2015 en 2021 zijn over dit fenomeen boeken uitgegeven die de toenmalige stand van zaken weergeven.

## Achtergrond

"You run a meth lab in there?"

Volgens Coudenys komen zowel historische pastiche als hedendaags eclecticisme in de Belgische woningbouw in overvloed voor en hij verafschuwt beide. Hij denkt dat het hoge aantal vreemde huizen in zijn land is terug te leiden naar de naoorlogse subsidies voor woningbouw en de traditie die daaruit is voortgevloeid van jonge postacademische paren die samen met hun architect tegen de wereld strijden, met het idee iets te bouwen dat nooit eerder getoond is.
Deze traditie zou ook ontsproten zijn uit de geschiedenis dat België heeft met onderdrukking: "De Nederlanders hebben over ons geheerst, Frankrijk heeft over ons geheerst, wij hebben altijd dappere kleine Belgen moeten zijn", aldus Coudenys. "Eindelijk werden we vrijgelaten en gesubsidieerd om te doen wat we wilden. Na school vind je een meisje, je trouwt en je bouwt je eigen huis, en het is niet oké dat het op het huis van de buren lijkt."

## Historiek

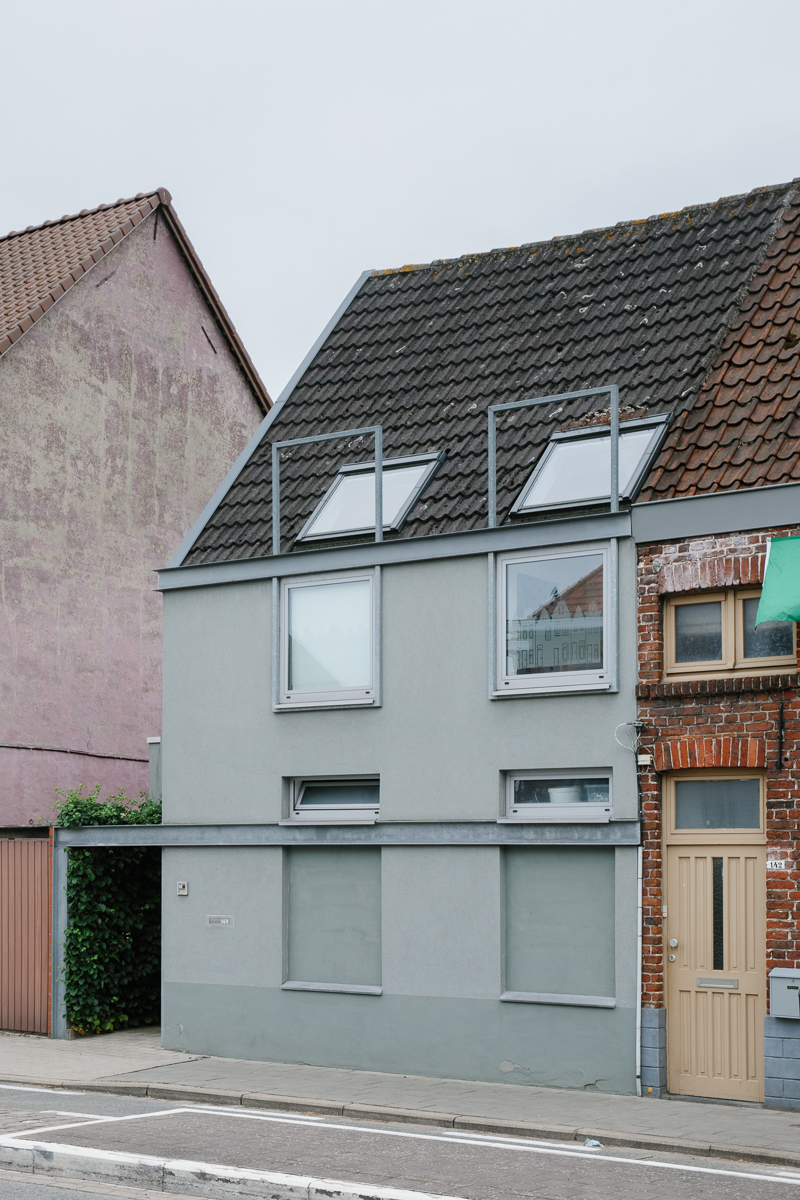
":- I don't understand."

De regelgeving van ruimtelijke ordening in België ('bijeengenaaid lappendeken' volgens Coudenys) leidt tot een eigenaardige chaos in de gebouwde omgeving waarmee België zich nadrukkelijk onderscheidt van zijn buurlanden. Uit verbazing en frustratie over hoe huizen in België hierdoor kunnen schitteren van smakeloosheid of fantasieloosheid, is Coudenys in 2011 begonnen met het fotograferen en publiceren van deze woningen op sociale media onder de titel Ugly Belgian Houses. De afbeeldingen worden vergezeld van commentaren met een knipoog.
Dit werd een internetsensatie, hetgeen aanleiding was om in 2014 het boek Ugly Belgian Houses te publiceren en in 2015 Ugly Belgian Houses : Don't try this at home. Aan het einde van dat jaar werden tentoonstellingen van Ugly Belgium Houses in Recyclart, Brussel, respectievelijk in WATT, Gent, gehouden. Een bijgewerkte versie van dezelfde tentoonstellingen zou eind 2017 in beide locaties nog eens gehouden worden.
Zich enigszins schuldig voelende over het feit dat hij huiseigenaren en architecten aan de schandpaal zette, is Coudenys middels het Belgische VRT-programma Iedereen Beroemd, in de rubriek Hannes zegt sorry begonnen deze mensen te benaderen voor een gesprek over hun woning.
Hoewel Coudenys het bijna een decennium later wel gehad had met dit project en eigenlijk iets anders wilde doen, bleef het boek maar verkopen en was het publiek zo enthousiast dat door hun bijdragen het materiaal bleef binnenstromen. Het project kreeg zelfs navolging in andere landen, waaronder Nederland, Australië, Ierland en Spanje.

### Tweede lustrum

"They are breeding. WE ARE TOTALLY FUCKED."

In het kader van de tweede lustrum van deze voortdurende internetsensatie werd in 2021 een herziene uitgave van het oorspronkelijke boek gemaakt onder de titel More Ugly Belgian Houses. Tegen die tijd was Coudenys echter van gedachten veranderd over de veronderstelde lelijkheid. In plaats van zich te ergeren aan het architectonische allegaartje in zijn land, is hij de bereidheid van de Belgen om te experimenteren gaan waarderen. Anno 2021 denkt hij dat lelijke Belgische huizen deel uitmaken van een Belgische surrealistische traditie, wat hij niet zou willen ruilen voor de generieke ontwikkelingen die te zien zijn in Nederland, Frankrijk en het Verenigd Koninkrijk: zijn credo is inmiddels dan ook "liever lelijk dan saai".

## Kritische ontvangst

"Goodmorning Vietnam! I mean Belgium!"

De tegenwind die Coudenys kreeg wordt op verschillende manieren weergegeven.
In een interview met Travel + Leisure stelt hij dat zo'n negentig procent van de benaderde huiseigenaren de veilige weg koos: zij weigerden op basis van de Belgische auteursrechtenwetgeving publicatie in het eerste boek; wie wel meedeed was echter enthousiast. Volgens the Guardian konden in zijn eerste boek slechts 50 van de 500 gefotografeerde huizen gepubliceerd worden door tegenwerking van eigenaren en architecten, maar ging het beter toen 'Ugly houses' een fenomeen was geworden. Meestal zijn niet zo zeer de eigenaren het probleem volgens Coudenys, maar de architecten: ‘Zij zien die woningen toch een beetje als visitekaartjes’. Op verzoek worden foto's verwijderd.
In ArchDaily worden de ironische commentaren van Ugly Belgium Houses afgezet tegen de toelichtingen van architecten, opdat het publiek de mogelijkheid heeft de inzichten over de afgebeelde woningen in perspectief te zien.

## Galerij

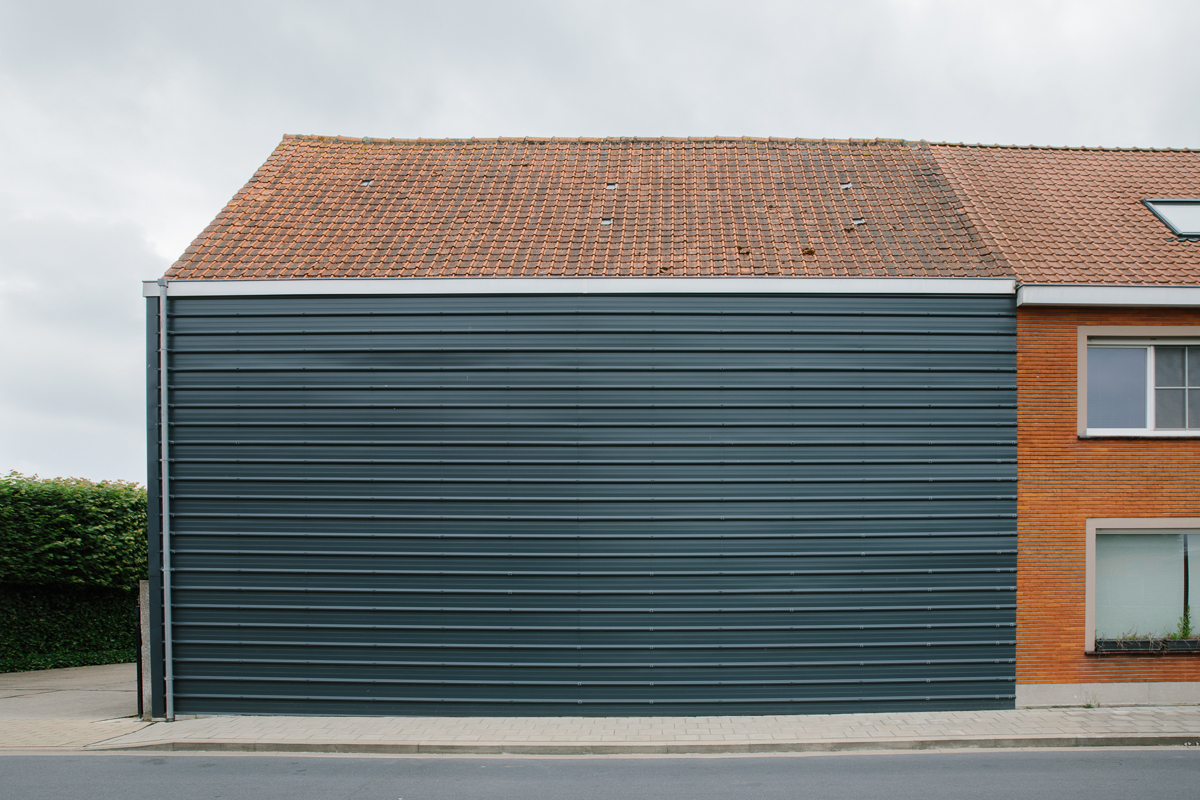
"When your architect has a blackout."
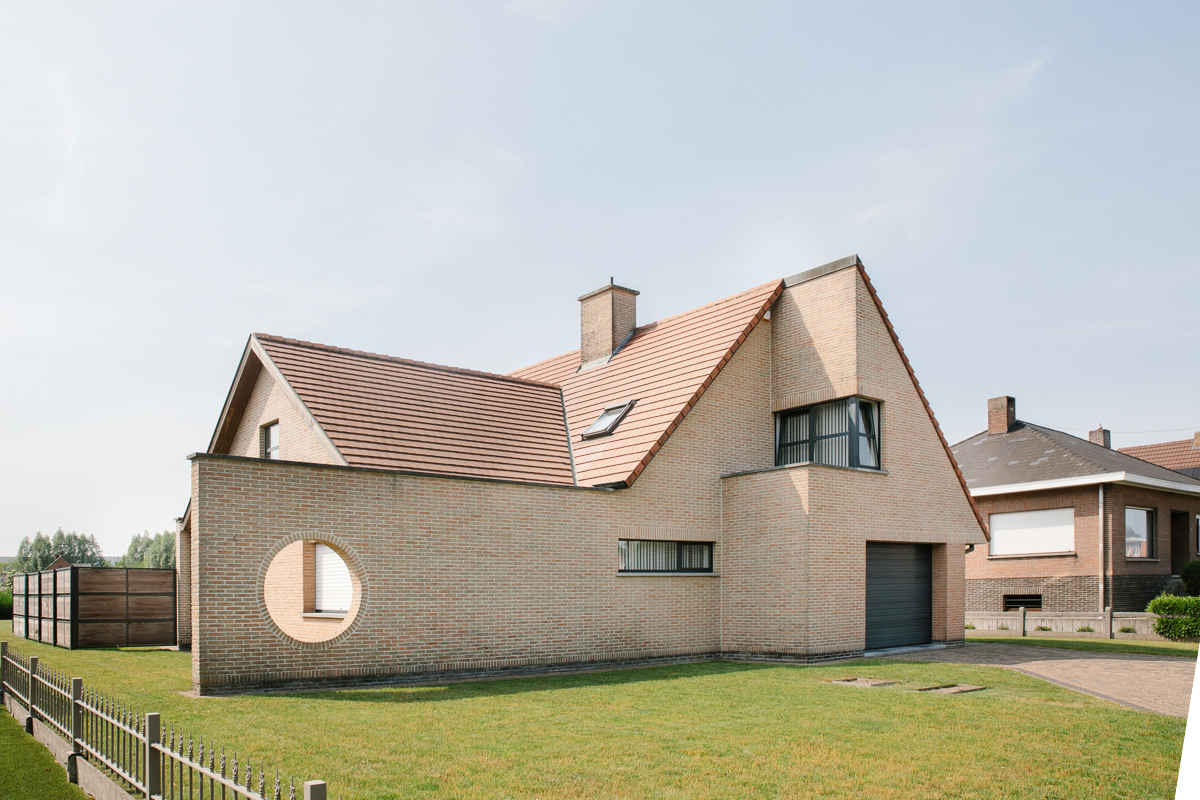
"Better to have a hole in your house than a house in your hole?"